# Aiglepierre
Aiglepierre là một xã trong vùng hành chính Franche-Comté, thuộc tỉnh Jura, quận Lons-le-Saunier, tổng Salins-les-Bains. Tọa độ địa lý của xã là 46° 57' vĩ độ bắc, 05° 49' kinh độ đông. Aiglepierre nằm trên độ cao trung bình là 350 mét trên mặt nước biển, có điểm thấp nhất là 278 mét và điểm cao nhất là 631 mét. Xã có diện tích 6.97 km², dân số vào thời điểm 1999 là 342 người; mật độ dân số là 49 người/km².